# Terpna dorsocristata
Terpna dorsocristata är en fjärilsart som beskrevs av Gustave Arthur Poujade 1895. Terpna dorsocristata ingår i släktet Terpna och familjen mätare. Inga underarter finns listade i Catalogue of Life.